# Tamás Bognár
Tamás Bognár (Sárvár, 18 novembre 1978) è un arbitro di calcio ungherese.

## Carriera
Il 31 marzo 2025 la UEFA lo ha convocato per il campionato femminile d'Europa 2025 in Svizzera, nel ruolo di VAR, insieme all'arbitro Katalin Kulcsár e all'assistente Anita Vad.